# Forno de cúpula

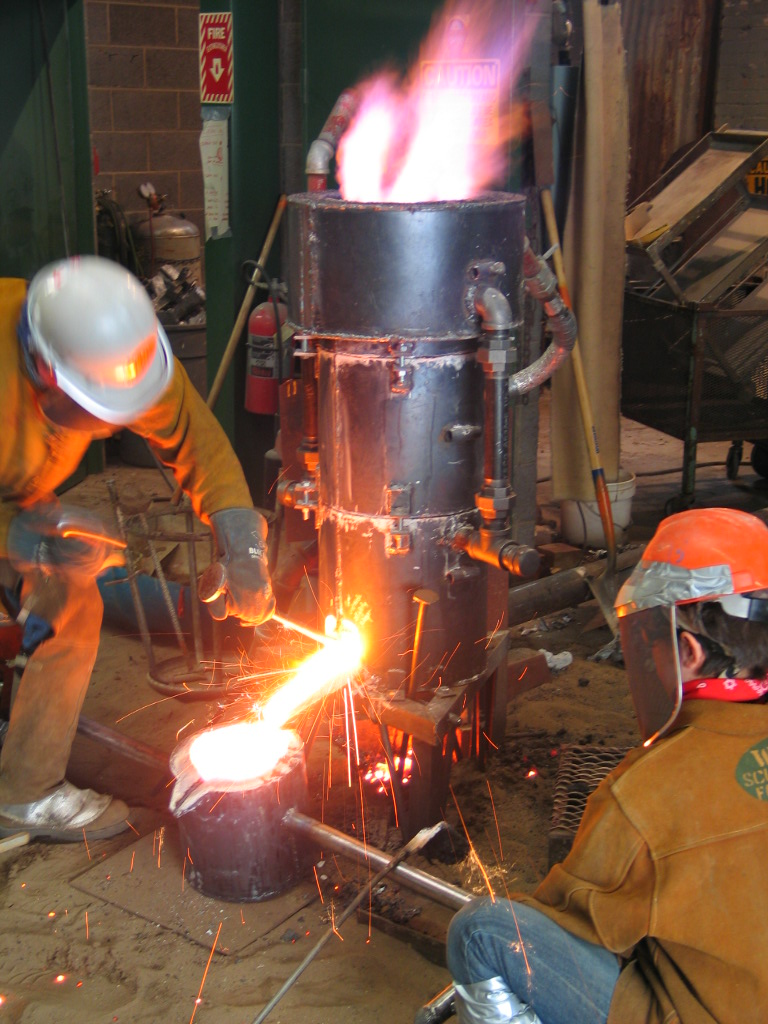
Um pequeno forno de cúpula em operação na Universidade do Estado de Wayne,em Detroit, Michigan

Uma cúpula ou um forno de cúpula é um equipamento utilizado na metalurgia em fornalhas que pode ser aplicado para a produção do ferro fundido, ligas de ferro-níquel e também bronze. A cúpula pode ser feito em poucos para a produção prática. A produção da cúpula é expressa pelo diâmetro e pode converte a partir de 1,5 a 13 pés (0,5 a 4,0 m).